# Temasek Holdings
A Temasek Holding egy befektektési vállalat, tulajdonosa Szingapúr kormánya. Nagyjából 90 milliárd euró értékű befektetést kezel, főleg ázsiai vállalatokban van részesedése. 
Portfolójában lévő vállalatok az alábbi iparágakból kerülnek ki: 
- bank- és pénzügy
- ingatlan
- logisztika
- infrastruktúra
- telekom
- biotechnológia és egészségügy
- energetika

A szingapúri kormány másik befektetési alapja a GIC (Government Investment Corporation), amely az ország devizatartalékát kezeli.